# ويليام ستراوس
ويليام ستراوس (بالإنجليزية: William Strauss)‏ هو مؤرخ وصحفي ومخرج أمريكي، ولد في 5 فبراير 1947 في بورلينغامي في الولايات المتحدة، وتوفي في 18 ديسمبر 2007 في ماكلين في الولايات المتحدة بسبب سرطان البنكرياس.